# 5146 Moiwa
5146 Moiwa este un asteroid din centura principală de asteroizi.

## Descriere
5146 Moiwa este un asteroid din centura principală de asteroizi. A fost descoperit pe 28 ianuarie 1992 la Kushiro de Seiji Ueda și Hiroshi Kaneda. Asteroidul prezintă o orbită caracterizată de o semiaxă mare de 2,74 ua, o excentricitate de 0,15 și o înclinație de 13,9° în raport cu ecliptica.